# Prayon
Ne doit pas être confondu avec Prayon, un hameau de la commune de Trooz.
Prayon (anciennement Prayon Rupel) est un groupe basé en Belgique, travaillant dans la chimie des phosphates.
Les parts de la société sont détenues par le groupe marocain OCP (50%) et Wallonie Entreprendre (WE) (50%).

## Description
La société possède sept sites de production basés en Belgique (à Engis et à Puurs), en France (plate-forme chimique des Roches-de-Condrieu), en Suisse (à Bex) et aux États-Unis (à Augusta et à Herrin-Sesser).
La gamme de produits de Prayon est très étendue. Généralement peu connus du grand public, les produits commercialisés sont principalement utilisés comme matières premières dans la fabrication des produits finis.
Leurs propriétés leur permettent d'être recherchés pour le développement d'applications très diverses. Ces applications font partie intégrante de notre vie quotidienne. 
Ainsi, les produits phosphatés et fluorés sont utilisés dans les domaines suivants : 
- applications alimentaires (charcuterie, produits de la mer, fromages fondus, pâtisseries, boissons énergisantes, etc.) ;
- applications techniques (traitement de l'eau et des métaux, céramique, poudre d'extincteurs...) ;
- applications horticoles (fertilisants solubles dans l'eau) ;
- autres applications (santé bucco-dentaire, industrie pharmaceutique, batteries).

## Historique

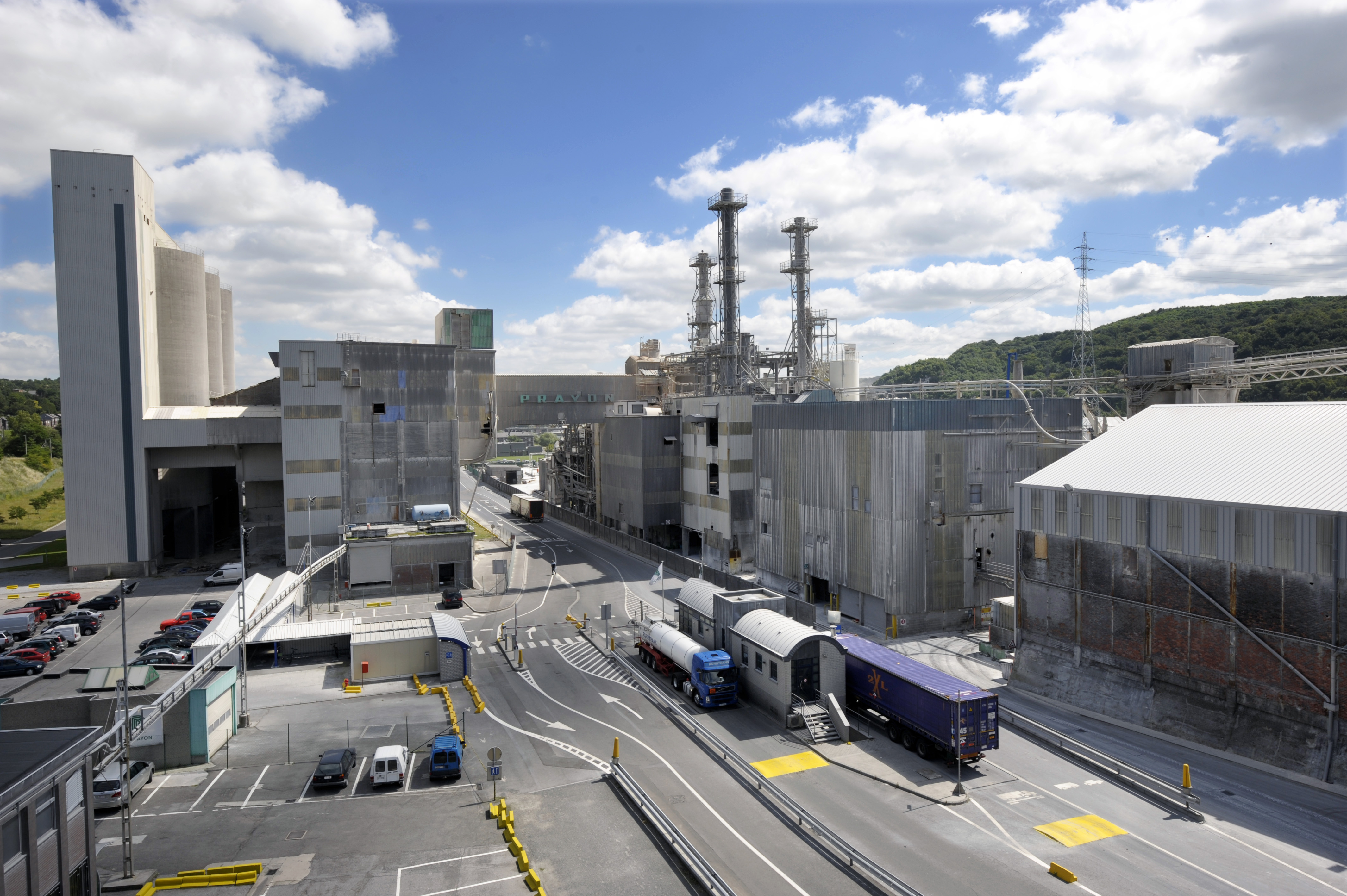
Site d'Engis.

En 1828, est créée la Société Métallurgique d’Engis pour l’exploitation du zinc. En 1845, elle devient la société de la Nouvelle Montagne qui, profitant de la découverte de gisement de phosphate en Hesbaye, va fabriquer aussi des engrais chimiques. En 1882, elle se transforme en Société Métallurgique de Prayon et concentre ses activités sur la chimie.  Devenue Société Chimique Prayon-Rupel en 1982, elle est leader  mondial dans le secteur des phosphates.